# Kimberley McRae
Kimberley McRae (* 24. Mai 1992 in Victoria) ist eine kanadische Rennrodlerin.
McRae startet seit 2011 im Rodelweltcup. Ihren größten Erfolg konnte sie in der Saison 2016/17 mit dem Sieg in der Teamstaffel zusammen mit Sam Edney (Einsitzer) sowie Tristan Walker und Justin Snith (Doppelsitzer) in Lake Placid verbuchen. Ebenfalls 2017 erreichte sie ihre erste Bronzemedaille bei den Weltmeisterschaften in Innsbruck-Igls.
Darüber hinaus nahm sie 2014 in Sotschi und 2018 in Pyeongchang für Kanada an Olympischen Winterspielen teil.

## Erfolge

### Weltcupsiege
Teamstaffel
| Nr. | Datum        | Ort         | Bahn                        |
| --- | ------------ | ----------- | --------------------------- |
| 1.  | 3. Dez. 2016 | Lake Placid | Olympia-Bobbahn Lake Placid |